# Bussière-Galant
Pour les articles homonymes, voir Bussière.
Bussière-Galant est une commune française située dans le département de la Haute-Vienne, en région Nouvelle-Aquitaine.
Située dans les monts de Châlus et au pays des Feuillardiers, elle est intégrée au parc naturel régional Périgord-Limousin.

## Géographie

### Description
Le bourg se trouve dans les Monts de Châlus.
Bussière-Galant fait partie de Aire d'attraction et de la zone d'emploide Limoges, ainsi que du bassin de vie de Châlus.

### Communes limitrophes
Les communes limitrophes sont Pageas, Jumilhac-le-Grand, Firbeix, Saint-Pierre-de-Frugie, Saint-Priest-les-Fougères, Les Cars, Châlus, Dournazac, Ladignac-le-Long, Rilhac-Lastours et Saint-Hilaire-les-Places.
Bussière-Galant est limitrophe de onze autres communes, dont quatre dans le département de la Dordogne. Au sud, Jumilhac-le-Grand n'est limitrophe que sur une soixantaine de mètres.
| Châlus                                                                  | Pageas, Les Cars             | Rilhac-Lastours          |
| Dournazac, Firbeix (Dordogne)                                           | Bussière-Galant              | Saint-Hilaire-les-Places |
| Saint-Pierre-de-Frugie (Dordogne), Saint-Priest-les-Fougères (Dordogne) | Jumilhac-le-Grand (Dordogne) | Ladignac-le-Long         |

### Hydrographie
La commune est située pour partie dans le bassin de la Dordogne et pour partie dans le bassin versant de la Vienne qui fait partie du bassin de la Loire.

#### Le bassin de la Vienne / de la Loire
L'Arthonnet  a sa source au lieu-dit le Roule. C'est un affluent de l'Aixette qui prend sa source près du lieu-dit Brumas sur la même commune.

#### Le bassin de la Dordogne
Sur le territoire communal jaillissent les sources de plusieurs rivières, affluents de l'Isle. qui appartenant au bassin versant de la Dordogne.
- Le ruisseau Périgord prend sa source dans la forêt de Vieillecour,
- le Ruisseau Noir  prend sa source au nord-nord-ouest du hameau de la Boissonie, Dans sa partie amont, il est également appelé ruisseau du Moulin de Busseix.
- La Dronne prend sa source, près du lieu-dit les Borderies, à 479 m d'altitude. Le réseau hydrographique de la haute Dronne est un site Natura 2000. Il est remarquable par la présence de plusieurs espèces, dont, notamment, la Moule perlière (Margaritifera margaritifera), pour laquelle la Dronne est une rivière très importante[2].

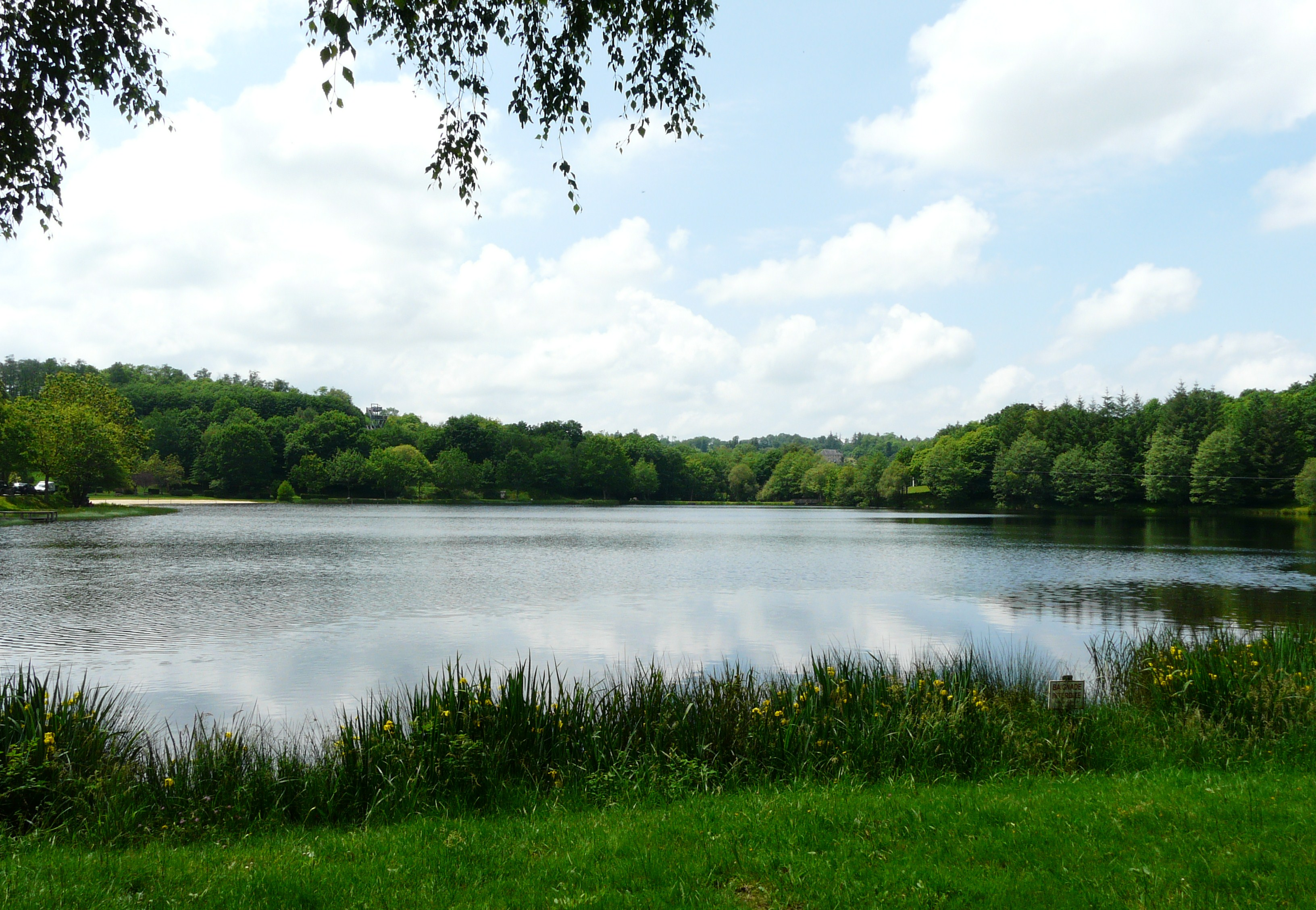
À Bussière-Galant, le plan d'eau des Ribières, alimenté par la Dronne.
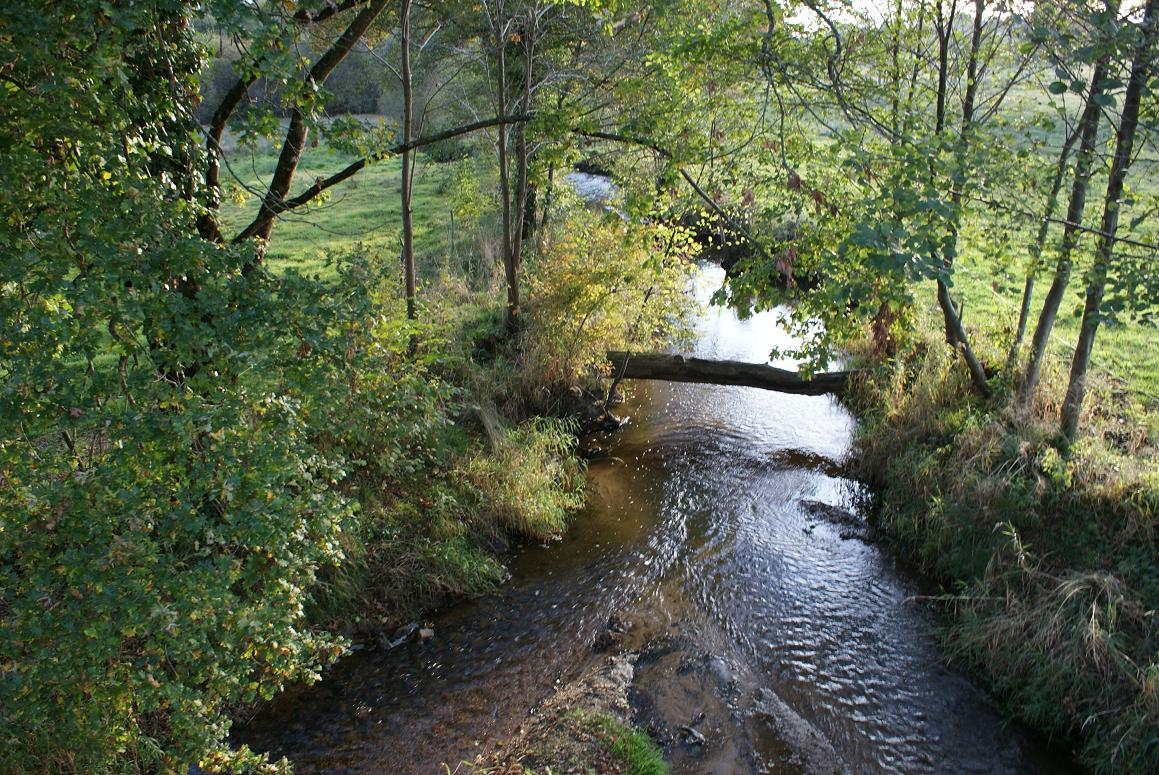
La Dronne

### Climat
Pour des articles plus généraux, voir Climat de la Nouvelle-Aquitaine et Climat de la Haute-Vienne.
Historiquement, la commune est exposée à un climat océanique limousin.
En 2020, Météo-France publie une typologie des climats de la France métropolitaine dans laquelle la commune est exposée à un climat océanique altéré et est dans la région climatique Ouest et nord-ouest du Massif Central, caractérisée par une pluviométrie annuelle de 900 à 1 500 mm, maximale en automne et en hiver.
Pour la période 1971-2000, la température annuelle moyenne est de 11,1 °C, avec une amplitude thermique annuelle de 14,6 °C. Le cumul annuel moyen de précipitations est de 1 206 mm, avec 13,9 jours de précipitations en janvier et 8,3 jours en juillet. Pour la période 1991-2020, la température moyenne annuelle observée sur la station météorologique la plus proche, située sur la commune de Châlus à 5 km à vol d'oiseau, est de 11,8 °C et le cumul annuel moyen de précipitations est de 1 159,6 mm,. Pour l'avenir, les paramètres climatiques de la commune estimés pour 2050 selon différents scénarios d’émission de gaz à effet de serre sont consultables sur un site dédié publié par Météo-France en novembre 2022.

## Urbanisme

### Typologie
Au 1er janvier 2024, Bussière-Galant est catégorisée commune rurale à habitat très dispersé, selon la nouvelle grille communale de densité à sept niveaux définie par l'Insee en 2022.
Elle est située hors unité urbaine. Par ailleurs la commune fait partie de l'aire d'attraction de Limoges, dont elle est une commune de la couronne,. Cette aire, qui regroupe 127 communes, est catégorisée dans les aires de 200 000 à moins de 700 000 habitants,.

### Occupation des sols

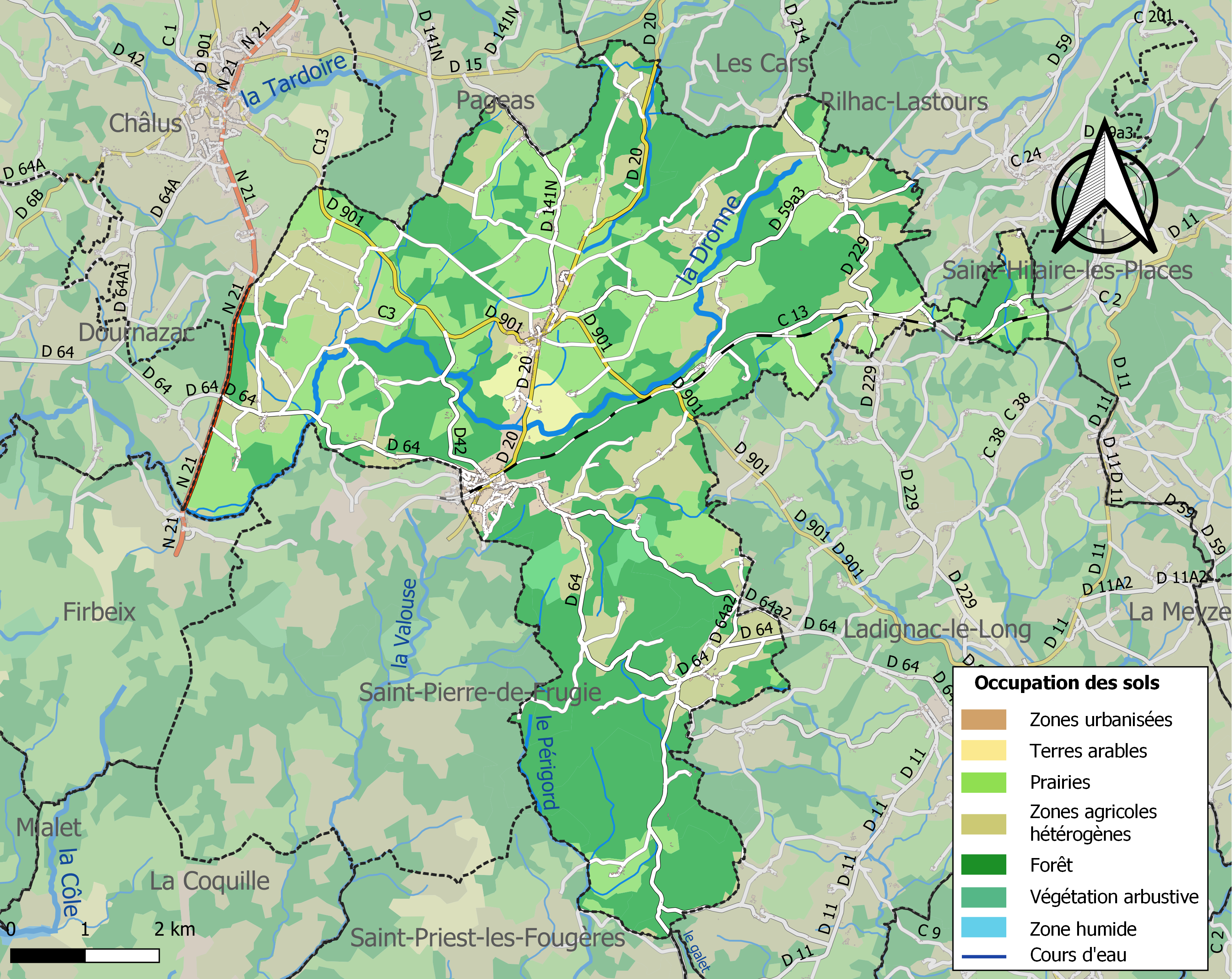
Carte des infrastructures et de l'occupation des sols de la commune en 2018 (CLC).

L'occupation des sols de la commune, telle qu'elle ressort de la base de données européenne d’occupation biophysique des sols Corine Land Cover (CLC), est marquée par l'importance des forêts et milieux semi-naturels (49,6 % en 2018), une proportion sensiblement équivalente à celle de 1990 (49,8 %). La répartition détaillée en 2018 est la suivante : 
forêts (48,4 %), prairies (26,5 %), zones agricoles hétérogènes (20 %), zones urbanisées (2,4 %), milieux à végétation arbustive et/ou herbacée (1,1 %), cultures permanentes (0,9 %), terres arables (0,5 %). L'évolution de l’occupation des sols de la commune et de ses infrastructures peut être observée sur les différentes représentations cartographiques du territoire : la carte de Cassini (XVIIIe siècle), la carte d'état-major (1820-1866) et les cartes ou photos aériennes de l'IGN pour la période actuelle (1950 à aujourd'hui).

### Habitat et logement
En 2018, le nombre total de logements dans la commune était de 956, alors qu'il était de 929 en 2013 et de 904 en 2008.
Parmi ces logements, 68,6 % étaient des résidences principales, 22,8 % des résidences secondaires et 8,6 % des logements vacants. Ces logements étaient pour 98,5 % d'entre eux des maisons individuelles et pour 1 % des appartements.
Le tableau ci-dessous présente la typologie des logements à Bussière-Galant en 2018 en comparaison avec celle de la Haute-Vienne et de la France entière. Une caractéristique marquante du parc de logements est ainsi une proportion de résidences secondaires et logements occasionnels (22,8 %) supérieure à celle du département (7,8 %) et à celle de la France entière (9,7 %). Concernant le statut d'occupation de ces logements, 86 % des habitants de la commune sont propriétaires de leur logement (81,6 % en 2013), contre 62,2 % pour la Haute-Vienne et 57,5 % pour la France entière.
| Typologie                                               | Bussière-Galant | Haute-Vienne | France entière |
| ------------------------------------------------------- | --------------- | ------------ | -------------- |
| Résidences principales (en %)                           | 68,6            | 82,5         | 82,1           |
| Résidences secondaires et logements occasionnels (en %) | 22,8            | 7,8          | 9,7            |
| Logements vacants (en %)                                | 8,6             | 9,7          | 8,2            |

### Risques naturels et technologiques
Le territoire de la commune de Bussière-Galant est vulnérable à différents aléas naturels : météorologiques (tempête, orage, neige, grand froid, canicule ou sécheresse) et séisme (sismicité faible). Il est également exposé à un risque particulier : le risque de radon. Un site publié par le BRGM permet d'évaluer simplement et rapidement les risques d'un bien localisé soit par son adresse soit par le numéro de sa parcelle.

#### Risques naturels

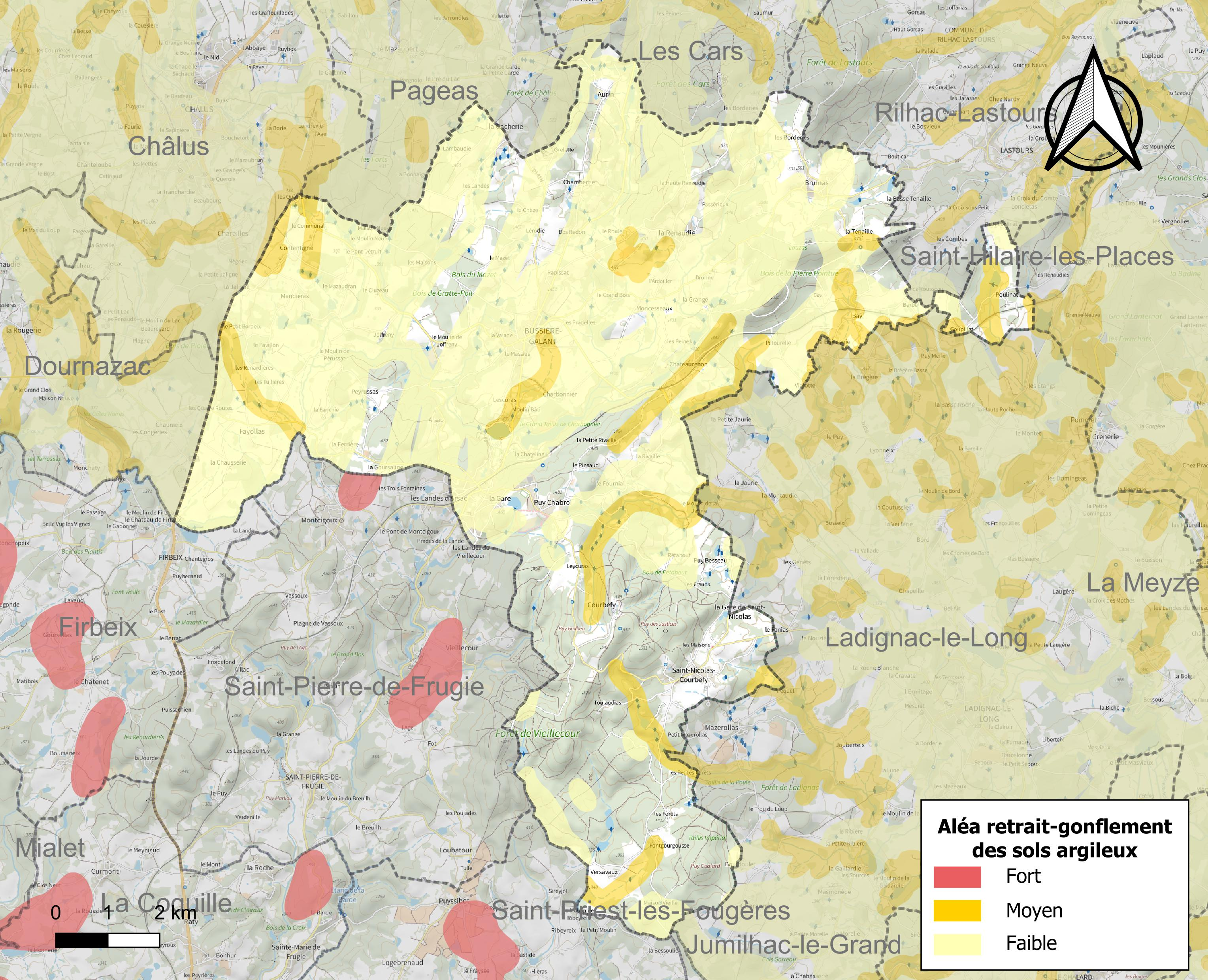
Carte des zones d'aléa retrait-gonflement des sols argileux de Bussière-Galant.

Le retrait-gonflement des sols argileux est susceptible d'engendrer des dommages importants aux bâtiments en cas d’alternance de périodes de sécheresse et de pluie. 10,5 % de la superficie communale est en aléa moyen ou fort (27 % au niveau départemental et 48,5 % au niveau national métropolitain). Depuis le 1er octobre 2020, en application de la loi ÉLAN, différentes contraintes s'imposent aux vendeurs, maîtres d'ouvrages ou constructeurs de biens situés dans une zone classée en aléa moyen ou fort,.
La commune a été reconnue en état de catastrophe naturelle au titre des dommages causés par les inondations et coulées de boue survenues en 1982 et 1999, par la sécheresse en 2019 et par des mouvements de terrain en 1999.

#### Risque particulier
Dans plusieurs parties du territoire national, le radon, accumulé dans certains logements ou autres locaux, peut constituer une source significative d’exposition de la population aux rayonnements ionisants. Selon la classification de 2018, la commune de Bussière-Galant est classée en zone 3, à savoir zone à potentiel radon significatif.

## Toponymie
En occitan, la commune se nomme Bussiéra Galand.

## Histoire

### Époque contemporaine
Bussière-Galant a été un nœud ferroviaire significatif, au croisement de la ligne de Limoges-Bénédictins à Périgueux et des anciennes lignes de Saillat-sur-Vienne à Bussière-Galant ainsi que de Bussière-Galant à Saint-Yrieix. La gare de Bussière-Galant est mise en service le 26 août 1861 par la Compagnie du chemin de fer de Paris à Orléans (PO), renforçant le rôle du bourg et facilitant les déplacements des personnes et le transport des marchandises.

Bussière-Galant au tout début du XXe siècle
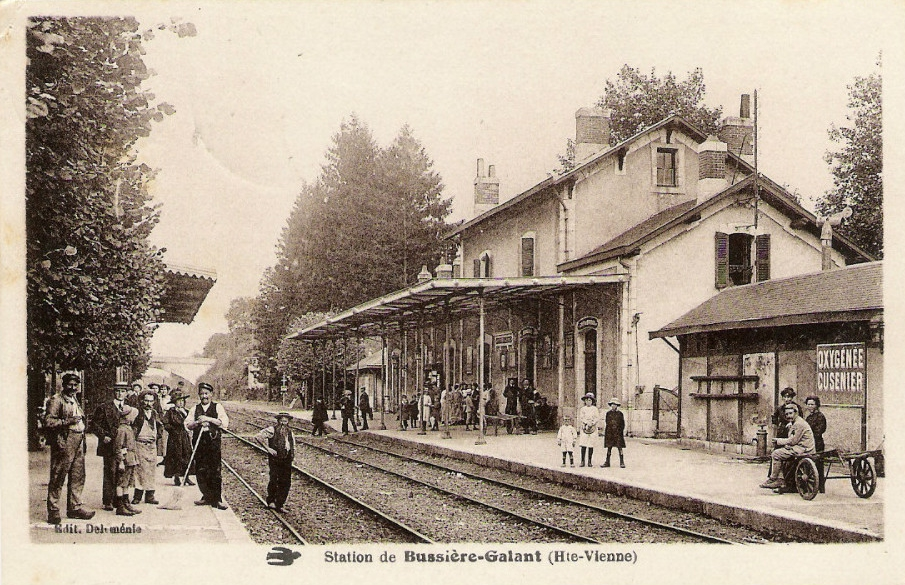
La gare de Bussière-Galant.

La commune actuelle est le fruit de la fusion  le 1er janvier 1974 de Bussière-Galant et de Saint-Nicolas-Courbefy, qui était déjà la réunion de deux anciennes paroisses, Saint-Nicolas et Courbefy à l'époque de la Révolution française.

## Politique et administration
Saint-Nicolas-Courbefy est désormais une commune associée de Bussière-Galant.

### Rattachements administratifs et électoraux

#### Rattachements administratifs
La commune se trouve depuis 1926 dans l'arrondissement de Limoges du département de la Haute-Vienne.
Elle faisait partie depuis 1802 du canton de Saint-Yrieix-la-Perche. Dans le cadre du redécoupage cantonal de 2014 en France, cette circonscription administrative territoriale a disparu, et le canton n'est plus qu'une circonscription électorale.

#### Rattachements électoraux
Pour les élections départementales, la commune fait partie depuis 2014 d'un nouveau  canton de Saint-Yrieix-la-Perche porté de 5 à 17 communes.
Pour l'élection des députés, elle fait partie de la deuxième circonscription de la Haute-Vienne.

### Intercommunalité
Bussière-Galant était membre de la communauté de communes des monts de Châlus, un établissement public de coopération intercommunale (EPCI) à fiscalité propre créé fin 2001 et auquel la commune avait transféré un certain nombre de ses compétences, dans les conditions déterminées par le code général des collectivités territoriales.
Dans le cadre des dispositions de la loi portant nouvelle organisation territoriale de la République du 7 août 2015, qui prévoit que les établissements publics de coopération intercommunale (EPCI) à fiscalité propre doivent bormalement avoir un minimum de 15 000 habitants, cette intercommunalité a fusionné avec sa voisine pour former, le 1er janvier 2017, la communauté de communes Pays de Nexon-Monts de Châlus, dont est désormais membre la commune.

### Tendances politiques et résultats
Lors des élections municipales de 2014 dans la Haute-Vienne, la liste PS-PCF-EELV menée par Emmanuel Dexet  est la seule candidate et obtient donc la totalité des 516 sufrages exprimés. Elle est élue en totalité, et 4 de ses membres sont également conseillers communautaires. 
Lors de ce scrutin, 33,66 % des électeurs se sont abstenus et 31,11 % des votants ont choisi un bulletin blanc ou nul.
Lors des élections municipales de 2020 dans la Haute-Vienne, la liste menée par Emmanuel Dexet  est à nouveau la seule candidate et obtient donc la totalité des 373 suffrages exprimés. Elle est élue en totalité, et 3 de ses membres sont également conseillers communautaire.
Lors de ce scrutin marqué par la pandémie de Covid-19 en France, 56,90 % des électeurs se sont abstenus, et 14,64 % des votants ont choisi un bulletin blanc ou nul.

### Liste des maires
| Période                                  | Période                        | Identité       | Étiquette | Qualité                                                                                          |
| ---------------------------------------- | ------------------------------ | -------------- | --------- | ------------------------------------------------------------------------------------------------ |
| Les données manquantes sont à compléter. |                                |                |           |                                                                                                  |
|                                          |                                |                |           |                                                                                                  |
| juin 1995                                | avril 2014                     | Martine Beylot | PCF       |                                                                                                  |
| avril 2014                               | En cours (au 16 décembre 2022) | Emmanuel Dexet | PS        | Cadre Président de la CC Pays de Nexon-Monts de Châlus (2022 → ) Réélu pour le mandat 2020-2026, |

## Population et société

### Démographie
Les habitants de Bussière-Galant sont appelés les Bussiérois.

L'évolution du nombre d'habitants est connue à travers les recensements de la population effectués dans la commune depuis 1793. Pour les communes de moins de 10 000 habitants, une enquête de recensement portant sur toute la population est réalisée tous les cinq ans, les populations de référence des années intermédiaires étant quant à elles estimées par interpolation ou extrapolation. Pour la commune, le premier recensement exhaustif entrant dans le cadre du nouveau dispositif a été réalisé en 2008.

En 2022, la commune comptait 1 284 habitants, en évolution de −3,82 % par rapport à 2016 (Haute-Vienne : −0,68 %, France hors Mayotte : +2,11 %).
| 1793  | 1800  | 1806  | 1821  | 1831  | 1836  | 1841  | 1846  | 1851  |
| ----- | ----- | ----- | ----- | ----- | ----- | ----- | ----- | ----- |
| 1 305 | 1 278 | 1 205 | 1 453 | 1 580 | 1 572 | 1 520 | 1 788 | 1 780 |

| 1856  | 1861  | 1866  | 1872  | 1876  | 1881  | 1886  | 1891  | 1896  |
| ----- | ----- | ----- | ----- | ----- | ----- | ----- | ----- | ----- |
| 1 718 | 1 751 | 1 836 | 1 712 | 1 822 | 2 008 | 2 186 | 2 200 | 2 408 |

| 1901  | 1906  | 1911  | 1921  | 1926  | 1931  | 1936  | 1946  | 1954  |
| ----- | ----- | ----- | ----- | ----- | ----- | ----- | ----- | ----- |
| 2 513 | 2 569 | 2 530 | 2 346 | 2 159 | 2 073 | 1 920 | 1 904 | 1 777 |

| 1962  | 1968  | 1975  | 1982  | 1990  | 1999  | 2006  | 2008  | 2013  |
| ----- | ----- | ----- | ----- | ----- | ----- | ----- | ----- | ----- |
| 1 587 | 1 616 | 1 671 | 1 545 | 1 329 | 1 386 | 1 391 | 1 392 | 1 366 |

| 2018  | 2022  | - | - | - | - | - | - | - |
| ----- | ----- | - | - | - | - | - | - | - |
| 1 280 | 1 284 | - | - | - | - | - | - | - |

## Culture locale et patrimoine

### Lieux et monuments
On peut signaler : 
- L'église Saint-Nicolas de Saint-Nicolas-Courbefy, XIIe siècle ; 
Vestige d'un grand bâtiment ecclésial dont ne subsiste que le chœur.
La totalité de l'église, à l'exception de la toiture, a été inscrite au titre des monuments historiques en 2003[31] ;
- L'église de l'Ordination-de-Saint-Martin de Bussière-Galant ;
- Le vélorail de Bussière-Galant à Châlus ;
- Le petit chemin de fer des Ribières ;

ainsi que, au hameau de Courbefy : 
- Au hameau de Courbefy, s'élevait une forteresse médiévale royale détruite au XVIIe siècle sur ordre des consuls de Limoges car elle était devenue un repaire de brigands. À quelques dizaines de mètres de l'ancien donjon, s'élève une petite chapelle du XVIIe siècle. Une croyance dit qu'une ville existait autrefois à l'emplacement de Courbefy, et qu'elle aurait mystérieusement disparu[réf. nécessaire].
- Les Bonnes fontaines de Courbefy, situées à quelques centaines de mètres en contrebas de la chapelle, sont parmi les plus connues du Limousin. L'une d'entre elles est encore utilisée comme en témoignent les nombreux ex-votos fait de morceaux de tissus, de chaussures d'enfants ou de couches-culottes. Au nombre de trois, elles semblent être toutes dédiées à saint Eutrope.

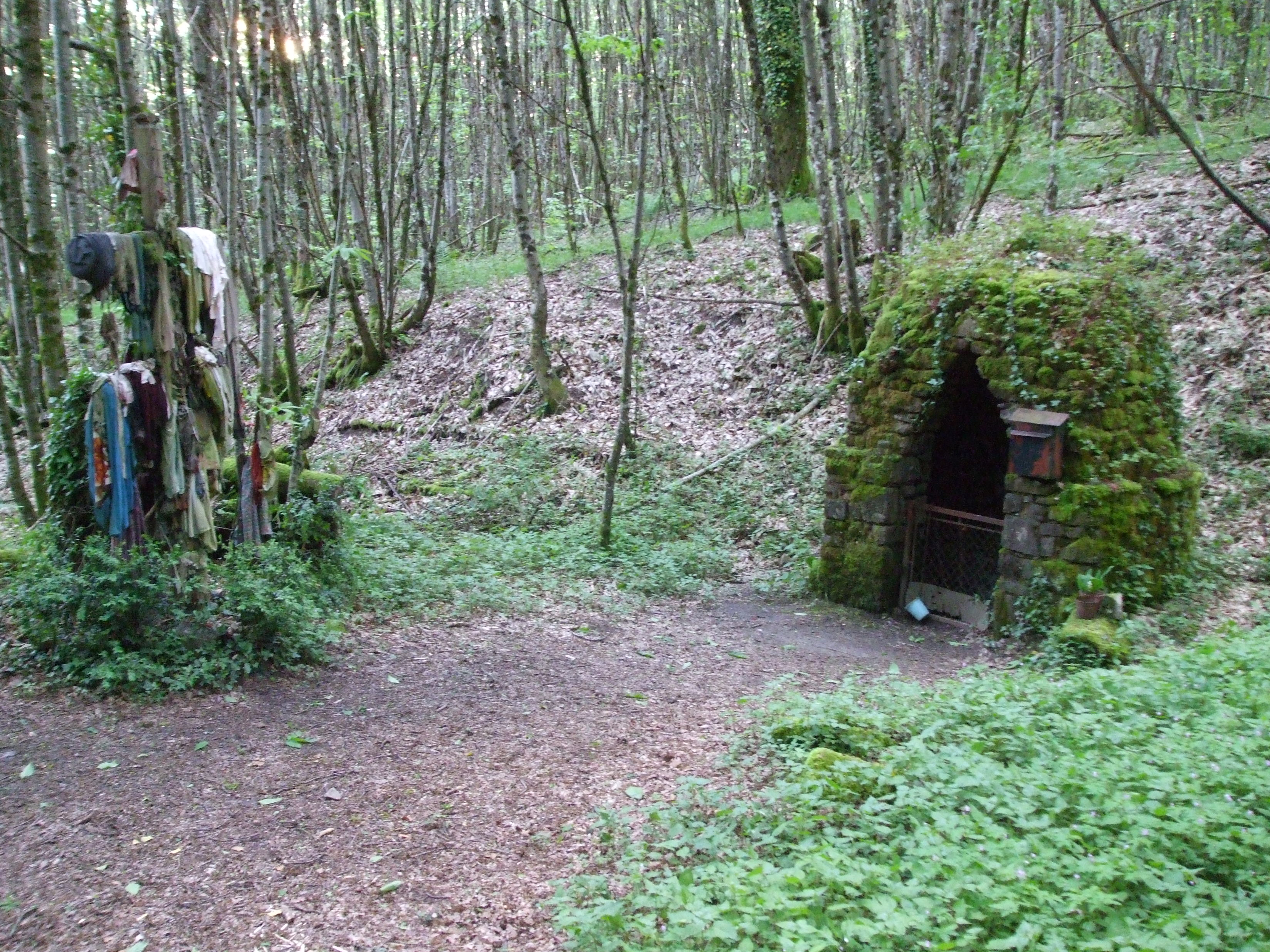
Bonne fontaine 2 de Courbefy.
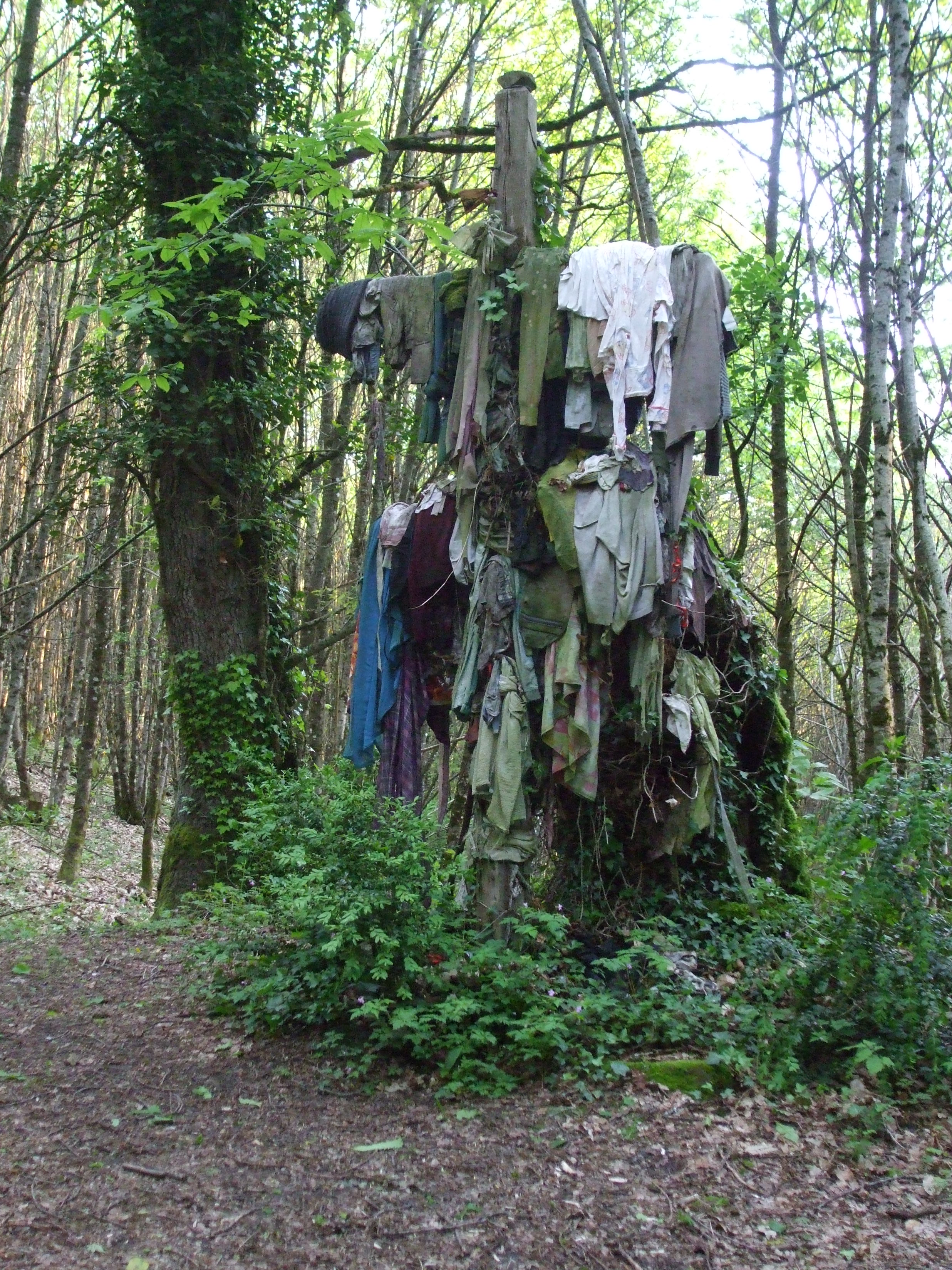
Croix à dévotion de la Bonne fontaine de saint Eutrope à Courbefy.
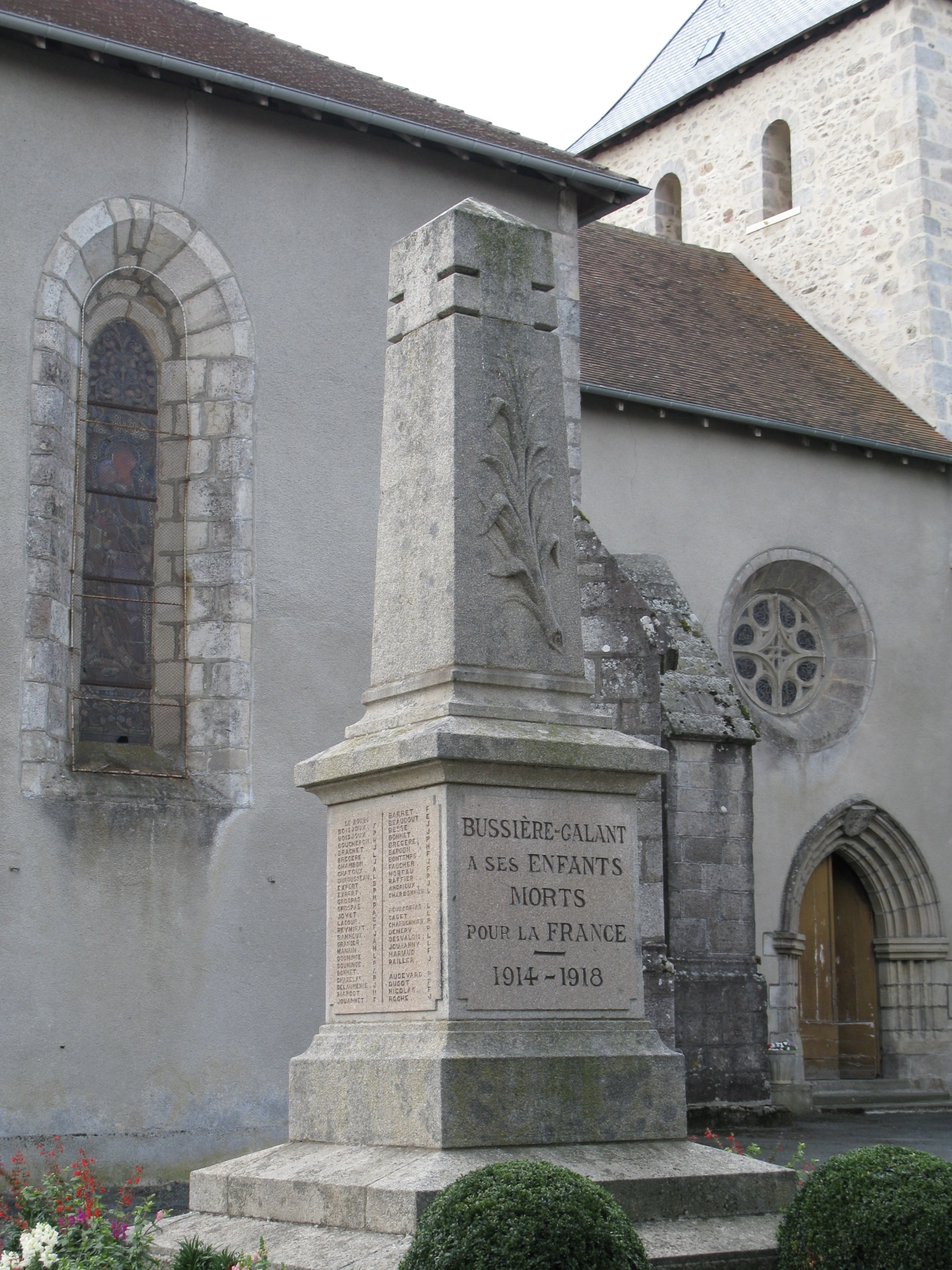
Monument aux morts
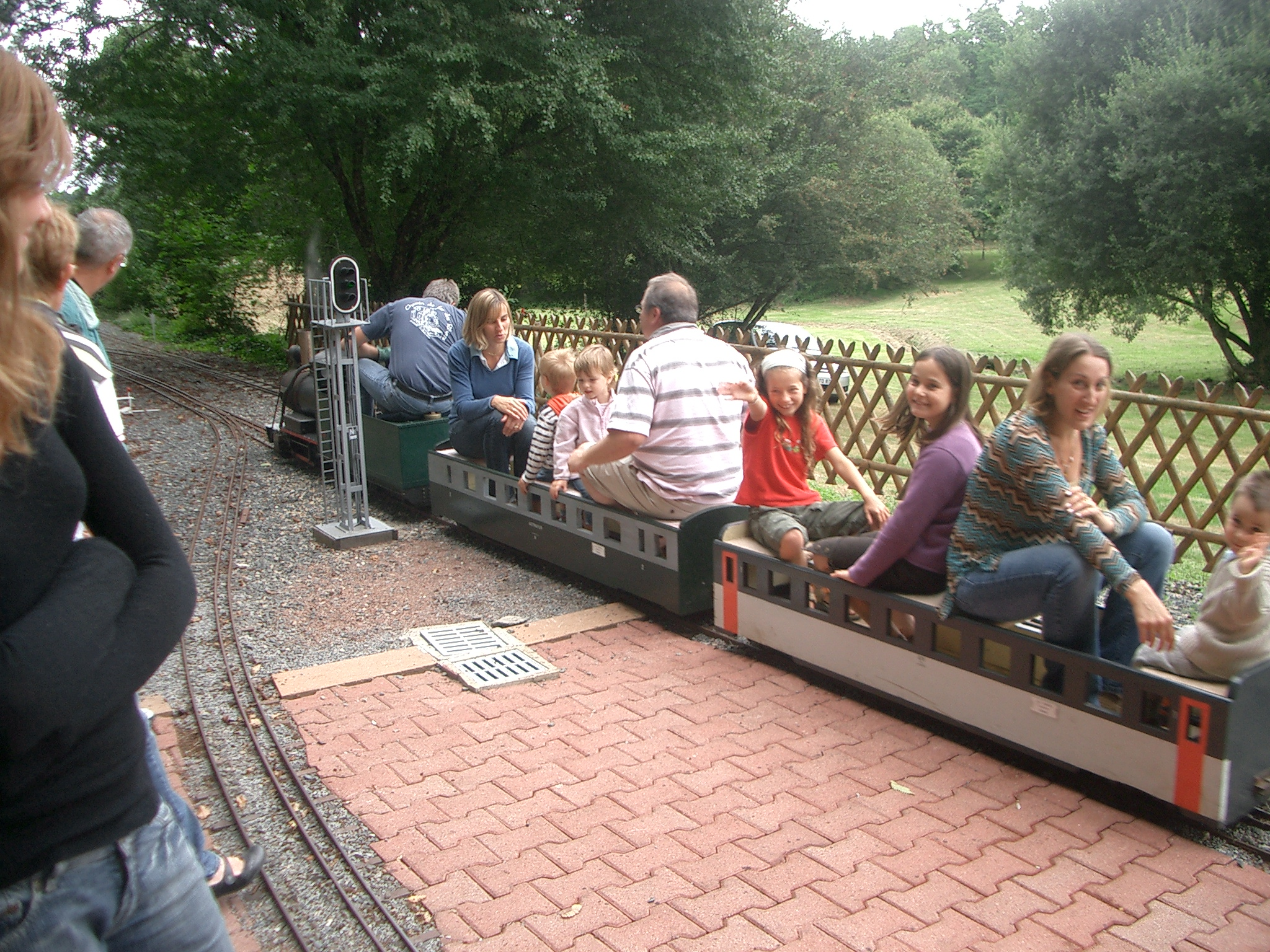
Le petit train des Ribières.
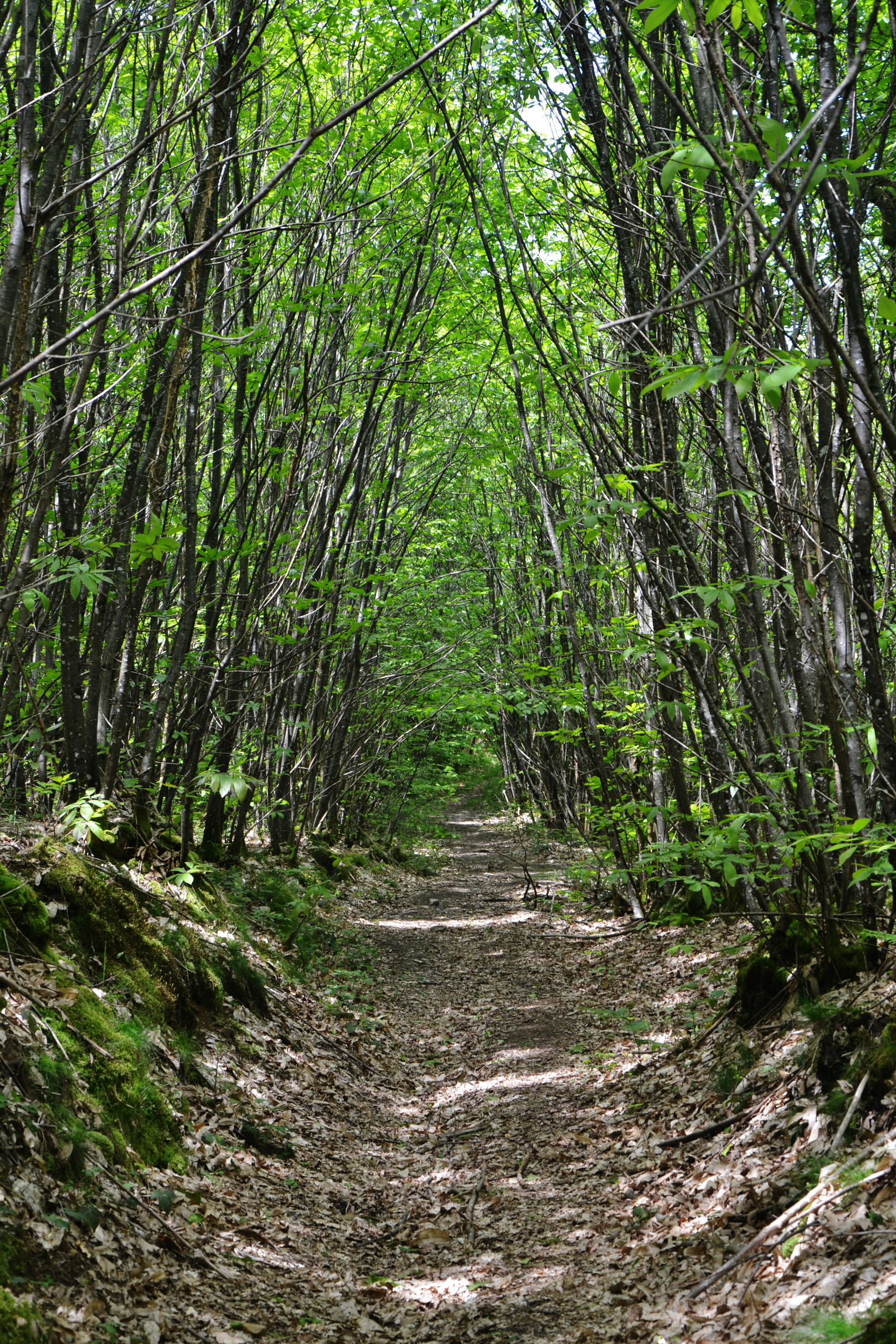
Taillis de châtaigniers.

### Personnalités liées à la commune

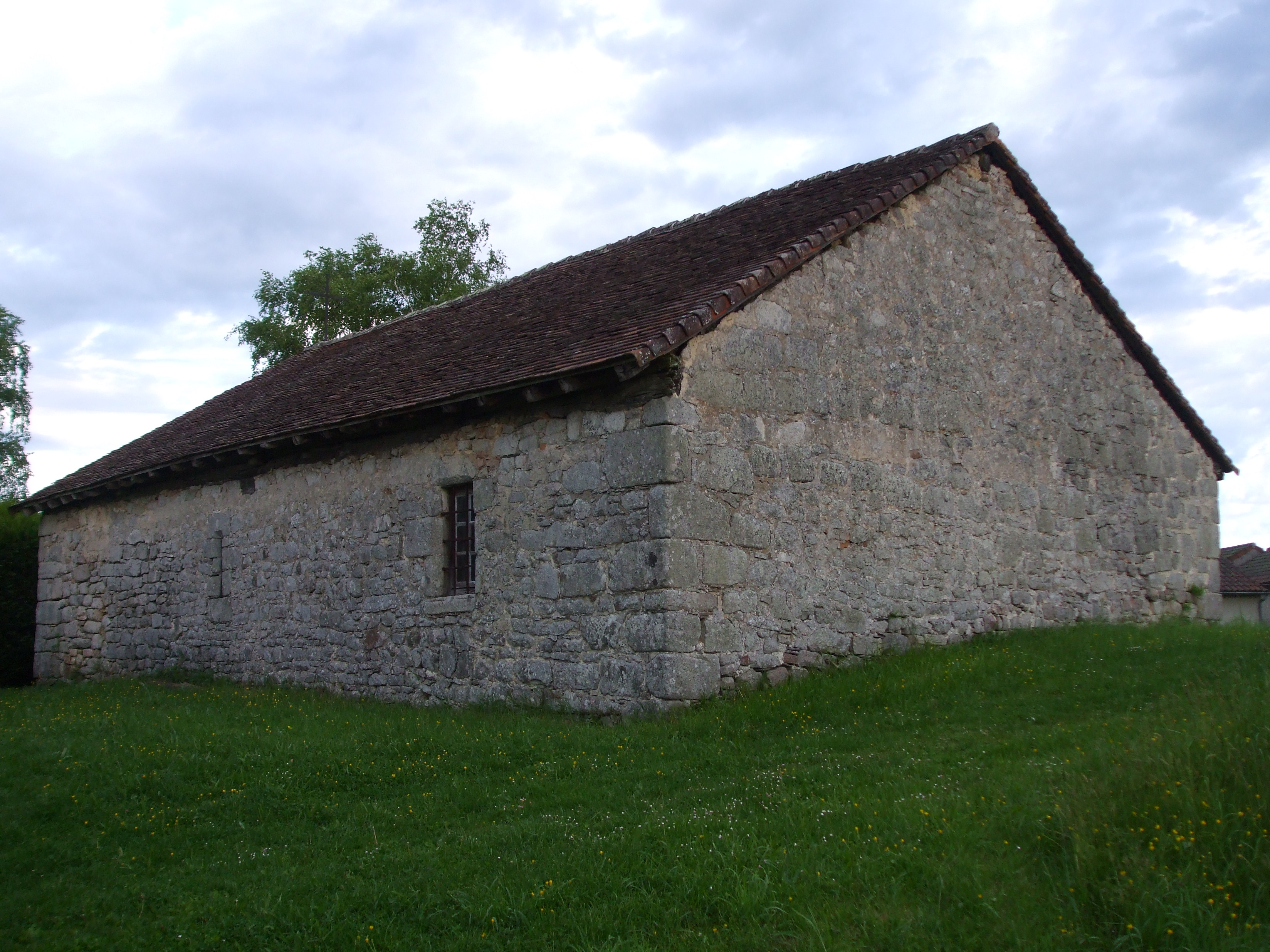
Chapelle de Courbefy, XVIIe siècle.

- Géraud de Maulmont (1222-1299), seigneur de Courbefy au XIIIe siècle.
- Marie Louise Irène de Maulmont, alias Gina Palerme (1885-1977), actrice de music-hall et de cinéma, née à Bussière-Galant.
- Ahae (1941-2014), homme d'affaires et photographe naturaliste, propriétaire du village de Courbefy situé sur la commune[32].
- Henri Lavertujon (1855-1907), homme politique français y est mort.

### Vente aux enchères de Courbefy
Le dernier résident du village de Courbefy, propriétaire-gérant d’un hôtel-restaurant qu'il y avait aménagé dans les années 1990, avait également racheté une à une toutes les maisons avec leurs terrains. Mais il a fait faillite en 2008, rendant le bourg totalement désert, déjà abandonné par ses habitants depuis déjà plusieurs années. Fin février 2012, une  procédure judiciaire l’a attribué à la banque créancière. Celle-ci met l’ensemble du hameau en vente aux enchères, fixée au 21 mai 2012, avec une mise à prix de 330 000 euros,,. Courbefy a trouvé un nouveau propriétaire, le photographe d’origine sud-coréenne Ahae, contre la somme de 520 000 euros.

### «Maison de retraite» pour éléphants
Création annoncée du premier centre européen de retraite d'éléphants âgés de parcs zoologiques et de cirques sur le territoire de la commune,. L'ouverture de ce sanctuaire a été validée par la préfecture de la Haute-Vienne fin 2017. Les deux anciens soigneurs à l'origine de ce projet ont lancé une campagne de financement participatif visant à réunir des fonds pour les bâtiments devant accueillir trois premiers éléphants, avec une réception des animaux prévue en 2018,.
En octobre 2021, le premier éléphant a été accueilli.

### Héraldique
| Blason de Bussière-Galant | Blason  | D'argent au rameau de buis de sinople, accompagné de deux têtes de coq de gueules, allumées d'or. |
| Blason de Bussière-Galant | Détails |                                                                                                   |

## Pour approfondir